# Сосна (село)
Сосна́ (каз. Сосна) — село у складі Мендикаринського району Костанайської області Казахстану. Входить до складу Соснівського сільського округу.
Населення — 178 осіб (2021; 309 у 2009, 524 у 1999, 838 у 1989).